# نمک کرفس

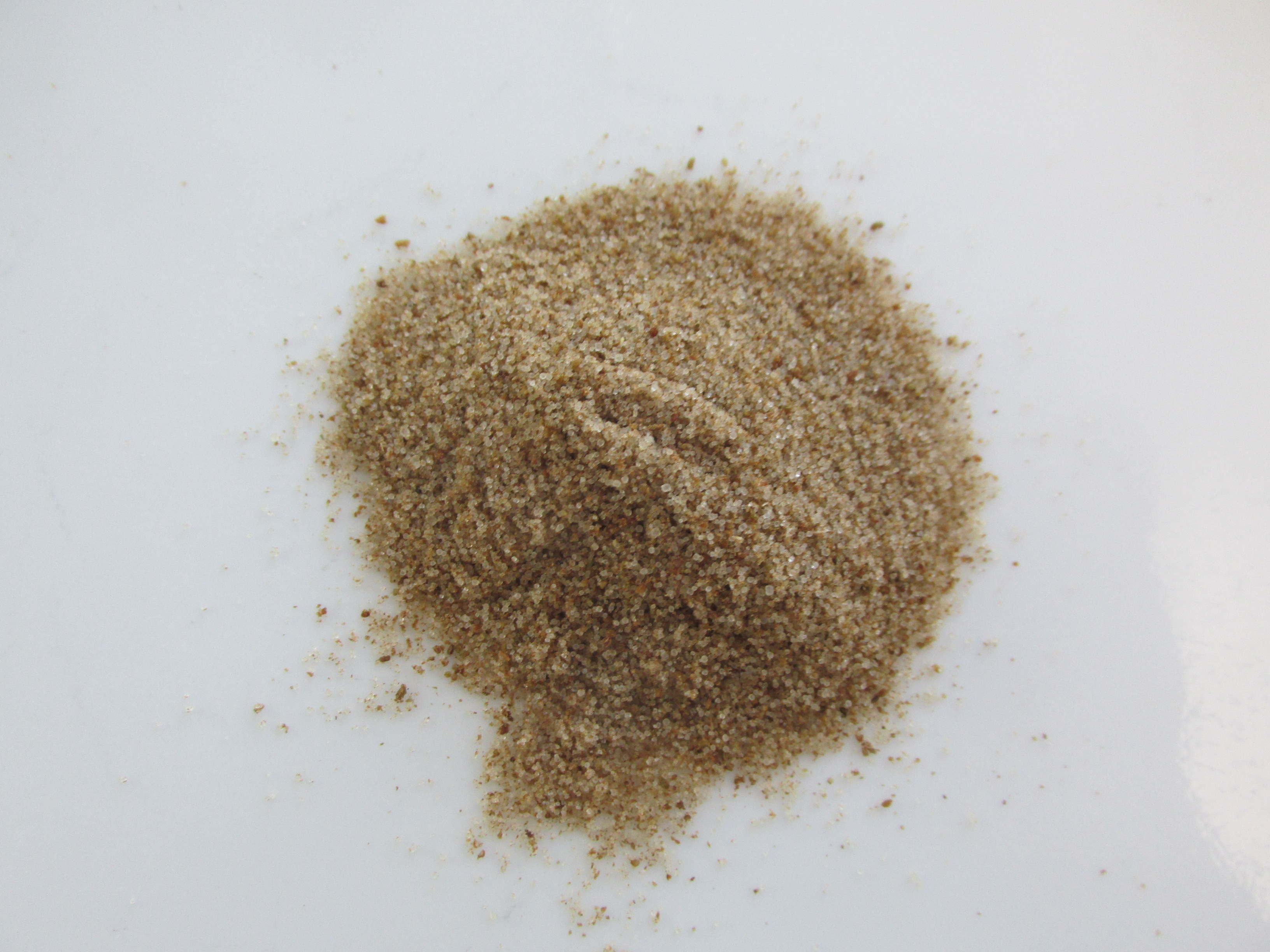
نمک کرفس

نمک کرفس یک نمک چاشنی است که برای طعم دادن به غذا استفاده می‌شود. ماده اولیه نمک خوراکی و عامل طعم دهنده آن، دانه‌های آسیاب شده کرفس یا انگدان است. همچنین گاهی اوقات با استفاده از کرفس خشک یا اولئورسین دانه تولید می‌شود.

## مواد افزودنی
نمک کرفس به‌طور معمول حاوی یک عامل ضدکیک مانند سیلیسیم دی‌اکسید یا کلسیم سیلیکات است.
به عنوان یک سبزی، دانه‌های کرفس دارای پتاسیم به عنوان یون غالب بر سدیم هستند (نُه برابر بیشتر).

## استفاده‌ها
نمک کرفس یکی از مواد تشکیل دهنده کوکتل بلادی مری و کوکتل سزار است. همچنین گزارش شده‌است که این ماده جزء ترکیب مخفی ادویه کی‌اف‌سی است. همچنین معمولاً برای چاشنی هات داگ به سبک شیکاگو، سوسیس نیویورک، سالاد، سالاد کلم و خورش استفاده می‌شود. این یک ماده اولیه در چاشنی برند Old Bay است.
نمک کرفس اغلب توسط تولیدکنندگان مواد غذایی برای جلوگیری از فساد استفاده می‌شود و در عین حال از درج مستقیم نیترات سدیم در لیست مواد تشکیل دهنده اجتناب می‌شود.